# 南武乡
南武乡，是中华人民共和国山西省吕梁市文水县下辖的一个乡镇级行政单位。

## 行政区划
南武乡下辖以下地区：
南武村、西庄村、东庄村、南明阳村、北明阳村、西明阳村、武家寨村、杨家寨村和麻家寨村。